# مارکو سالا (بازیکن فوتبال، زاده ۱۹۹۹)
مارکو سالا (انگلیسی: Marco Sala؛ زادهٔ ۴ ژوئن ۱۹۹۹) بازیکن فوتبال اهل ایتالیا است.
از باشگاه‌هایی که در آن بازی کرده‌است می‌توان به باشگاه فوتبال اینتر میلان، باشگاه فوتبال ویرتوس انتلا، باشگاه فوتبال ساسولو، و باشگاه فوتبال اتلتیکو آرتزو اشاره کرد.
وی همچنین در تیم‌های ملی فوتبال زیر ۱۸ سال ایتالیا، زیر ۱۹ سال ایتالیا، زیر ۲۰ سال ایتالیا، و زیر ۲۱ سال ایتالیا بازی کرده‌است.